# 腺毛箭头唐松草
腺毛箭头唐松草（学名：Thalictrum simplex var. glandulosum）为毛茛科唐松草属下的一个变种。

## 扩展阅读
- 維基物種上的相關：腺毛箭头唐松草